# Argyrophylax proclinatus
Argyrophylax proclinatus är en tvåvingeart som beskrevs av Crosskey 1963. Argyrophylax proclinatus ingår i släktet Argyrophylax och familjen parasitflugor. Inga underarter finns listade i Catalogue of Life.